# Tunisiens damlandslag i fotboll
Tunisiens damlandslag i fotboll representerar Tunisien i fotboll på damsidan. Dess förbund är Tunisian Football Federation (FTF).